# Џим Браун
Џејмс Натанијел Браун (енгл. James Nathaniel Brown; Сент Симонс, 17. фебруар 1936 — Лос Анђелес, 18. мај 2023), професионално познат као Џим Браун (енгл. Jim Brown) био је амерички глумац и професионални фудбалер. Наступао је на позицији фулбек за тим Кливленд браунси у периоду од 1957. до 1965. године. Са овим тимом био је шампион НФЛ-а 1964. године. Он се сматра за једног од највећих бекова свих времена, као и за једног од највећих играча у историји NFL-а, Браун је био позван на Про Бол сваке сезоне када је био у лиги, признат је као највреднији AP NFL играч три пута, и освојио је NFL шампионат са Браунсима 1964. Он је предводио лигу у јуришним јардама у осам од својих девет сезона, а до тренутка када је отишао у пензију, оборио је већину великих јуришних рекорда. Године 2002, The Sporting News су га прогласиле за највећег професионалног фудбалера икада.
Најпознатије улоге које је остварио су Бајрон Вилијамс у филму Марс напада, Ватрени у Тркач, Роберт Т. Џеферсон у филму Дванаест жигосаних, Лајдекер у Сто пушака и Монтезума Монро у филму Свака Божија недеља.
Браун је једногласно стекао свеамеричке почасти играјући колеџ фудбал на Универзитету у Сиракузи, где је био вишенаменски играч за фудбалски тим Сиракуза Оринџмен. Тим је касније пензионисао његов дрес са бројем 44, а он је примљен у Дворану славних колеџ фудбала 1995. Такође се истакао у кошарци, атлетици и лакросу. Браун се сматра једним од највећих играча лакроса свих времена, и награда MVP Премијерне лакрос лиге је именована у његову част.
У својој професионалној каријери, Браун је носио лопту 2.359 пута за 12.312 јуришних јарди и 106 тачдауна, што је су били рекорди у време његовог повлачења. У просеку је бележио 104,3 јарди по утакмици, и једини је играч у NFL историји који је у просеку имао преко 100 јуришних јарди по утакмици током своје каријере. Његових 5,2 јарди по налету је трећи најбољи резултат међу бековима, иза Мерион Мотлија и Џамала Чарлса. Браун је уврштен у Дворану славних професионалног фудбала 1971. Он је именован у NFL тимове за 50-те, 75-те]] и 100-те годишњице свих времена, које чине најбољи играчи у историји NFL-а. Браун је на националном првенству за плејоф колеџа 2020. добио признање као највећи факултетски фудбалер свих времена. Браунси су пензионисали његов дрес са бројем 32. Непосредно пре краја фудбалске каријере, Браун је постао глумац и имао је неколико водећих улога током 1970-их.

## Младост
Браун је рођен у Сент Симонс острву у Џорџији, од оца Свинтона Брауна, професионалног боксера, и мајке, Терезе, домаћице.
У средњој школи Манхасет, Браун је остварио 13 монограма играјући амерички фудбал, лакрос, бејзбол, кошарку, и бавећи се трчањем.
Господин Браун придаје заслуге за своју самосталност томе што је одрастао на острву Сент Симонс, у заједници крај обале Џорџије, где га је одгајала његова бака и где расизам није директно утицао на њега. Са осам година преселио се у Манхасет у Њујорку, на Лонг Ајленду, где му је мајка радила као кућна помоћница. Управо у средњој школи Манхасету постао је фудбалска звезда и атлетска легенда.— Њујорк тајмс - филмски преглед, 2002.
За свој кошаркашки тим на Лонг Ајленду је тада просечно бележио рекордних 38 поена по утакмици. Тај рекорд касније је оборила будућа звезда бостонских Ред сокса, Карл Јастрземски из Бриџхаптона у Њујорку.

## Факултетска спортска каријера
Као студент друге године на Универзитету у Сиракузи (1954), Браун је био други водећи играч у тиму. Као јуниор, трчао је 676 јарди (5,2 по ношењу). У својој завршној години 1956, Браун је имао консензус Све-Америчког првог тима. Он је завршио је пети на гласању за Хајсманов трофеј и поставио је школске рекорде за највиши просек у сезони (6,2) и највише јуришних тачдауна у једној утакмици (6). Он је трчао на 986 јарди – треће по реду у САД упркос томе што је Сиракуза одиграла само осам утакмица – и постигао је 14 тачдауна. У финалу регуларне сезоне, у поразу Колгејта резултатом 61–7, јурио је 197 јарди, постигао шест тачдауна и остварио седам додатних поена за школски рекорд од 43 поена. Затим је у Котон Болу јурио 132 јарди, постигао три тачдауна и остварио додатна три поена, али је блокирани додатни поен након трећег тачдауна Сиракузе био пресудан, јер су TCU победили са 28–27.

## Статистике НФЛ каријере
| Легенда   | Легенда          |
| --------- | ---------------- |
|           | Вођство лиге     |
|           | НФЛ рекорд       |
|           | НФЛ шампион      |
|           |                  |
| Задебљано | Врхунац каријере |

|          |          |     | Навала | Навала | Навала | Навала | Навала | Навала | Навала | Примање | Примање | Примање | Примање | Примање |
| Година   | Тим      | GP  | Att    | Yds    | TD     | Lng    | Avg    | Yds/G  | Att/G  | Rec     | Yds     | Avg     | TD      | Lng     |
| -------- | -------- | --- | ------ | ------ | ------ | ------ | ------ | ------ | ------ | ------- | ------- | ------- | ------- | ------- |
| 1957     | CLE      | 12  | 202    | 942    | 9      | 69     | 4.7    | 78.5   | 16.8   | 16      | 55      | 3.4     | 1       | 12      |
| 1958     | CLE      | 12  | 257    | 1,527  | 17     | 65     | 5.9    | 127.3  | 21.4   | 16      | 138     | 8.6     | 1       | 46      |
| 1959     | CLE      | 12  | 290    | 1,329  | 14     | 70     | 4.6    | 110.8  | 24.2   | 24      | 190     | 7.9     | 0       | 25      |
| 1960     | CLE      | 12  | 215    | 1,257  | 9      | 71     | 5.8    | 104.8  | 17.9   | 19      | 204     | 10.7    | 2       | 37      |
| 1961     | CLE      | 14  | 305    | 1,408  | 8      | 38     | 4.6    | 100.6  | 21.8   | 46      | 459     | 10.0    | 2       | 77      |
| 1962     | CLE      | 14  | 230    | 996    | 13     | 31     | 4.3    | 71.1   | 16.4   | 47      | 517     | 11.0    | 5       | 53      |
| 1963     | CLE      | 14  | 291    | 1,863  | 12     | 80     | 6.4    | 133.1  | 20.8   | 24      | 268     | 11.2    | 3       | 83      |
| 1964     | CLE      | 14  | 280    | 1,446  | 7      | 71     | 5.2    | 103.3  | 20.0   | 36      | 340     | 9.4     | 2       | 40      |
| 1965     | CLE      | 14  | 289    | 1,544  | 17     | 67     | 5.3    | 110.3  | 20.6   | 34      | 328     | 9.6     | 4       | 32      |
| Каријера | Каријера | 118 | 2,359  | 12,312 | 106    | 80     | 5.2    | 104.3  | 20.0   | 262     | 2,499   | 9.5     | 20      | 83      |

Извор: